# NRK P1

Das Logo des Senders

NRK P1 ist ein Hörfunkprogramm der norwegischen staatlichen Rundfunkgesellschaft Norsk rikskringkasting (NRK). Es wurde nach der NRK-Hörfunkreform von 1993 gestartet, die von Hörfunkdirektor Tor Fuglevik eingeleitet wurde. NRK P1 ist der direkte Nachfolger des ersten Radioprogramms der 1933 gegründeten NRK. Es ist das beliebteste Hörfunkprogramm Norwegens mit 1,9 Millionen Hörern täglich. Ihren Sitz hat diese Abteilung des NRK in Trondheim.
Mit 124 verschiedenen Frequenzen verbreitet über 1176 UKW-Sender betrieb NRK P1 das größte Radionetz Europas. Im Laufe des Jahres 2017 wurden alle UKW-Sender abgeschaltet, eine analoge terrestrische Verbreitung fand noch bis Dezember 2019 über den Langwellensender Ingøy statt. Seither ist NRK P1 terrestrisch nur digital über DAB+ zu empfangen.
24,5 Stunden des wöchentlichen Programms werden durch Regionalsendungen in Anspruch genommen, die von folgenden 15 Regionalzentren erstellt werden:
- P1 Buskerud
- P1 Finnmark
- P1 Hedmark og Oppland
- P1 Hordaland
- P1 Møre og Romsdal
- P1 Nordland
- P1 Oslo og Akershus
- P1 Rogaland
- P1 Sogn og Fjordane
- P1 Sørlandet
- P1 Telemark
- P1 Troms
- P1 Trøndelag
- P1 Vestfold
- P1 Østfold